# Rajd Wisły 2022
67. Rajd Wisły – 67. edycja Rajdu Wisły. Był to rajd samochodowy rozgrywany od 30 września do 1 października 2022 roku. Bazą rajdu była miejscowość Istebna. Była to siódma runda Rajdowych Samochodowych Mistrzostw Polski w roku 2022.

## Lista zgłoszeń[2]
Poniższa lista spośród 39 zgłoszonych zawodników obejmuje tylko zawodników startujących w najwyższej klasie 2, samochodami grupy R5.
| Nr | Kierowca            | Pilot             | Samochód               | Klasa | Klasyfikacja |
| -- | ------------------- | ----------------- | ---------------------- | ----- | ------------ |
| 1  | Tom Kristensson     | Andreas Johansson | Hyundai i20 R5         | 2     | Poland       |
| 2  | Grzegorz Grzyb      | Adam Binięda      | Škoda Fabia Rally2 evo | 2     | Poland       |
| 3  | Kacper Wróblewski   | Jakub Wróbel      | Škoda Fabia Rally2 evo | 2     | Poland       |
| 4  | Zbigniew Gabryś     | Daniel Dymurski   | Škoda Fabia Rally2 evo | 2     | Poland       |
| 5  | Łukasz Byśkiniewicz | Łukasz Siatkowski | Škoda Fabia Rally2 evo | 2     | Poland       |
| 6  | Jarosław Szeja      | Marcin Szeja      | Hyundai i20 R5         | 2     | Poland       |
| 7  | Michał Tochowicz    | Piotr Białowąs    | Citroën C3 Rally2      | 2     | Poland       |
| 8  | Dariusz Poloński    | Łukasz Sitek      | Volkswagen Polo GTI R5 | 2     | Poland       |
| 9  | Marek Temple        | Klaudia Temple    | Citroën DS3 R5         | 2     | Poland       |
| 10 | Łukasz Kotarba      | Tomasz Kotarba    | Citroën C3 Rally2      | 2     |              |
| 11 | Sławomir Sawicki    | Jakub Gerber      | Škoda Fabia Rally2 evo | 2     |              |
| 41 | Petr Zedník         | Olga Zedníková    | Ford Fiesta Rally2     | 2     |              |

## Zwycięzcy odcinków specjalnych[3]
| Dzień | Numer odcinka | Nazwa odcinka      | Długość  | Zwycięzca odcinka | Samochód               | Czas    | Lider rajdu     |
| ----- | ------------- | ------------------ | -------- | ----------------- | ---------------------- | ------- | --------------- |
| 30 IX | OS1           | Dobka-Partecznik 1 | 10,30 km | Tom Kristensson   | Hyundai i20 R5         | 7:20,8  | Tom Kristensson |
| 30 IX | OS2           | Kubalonka 1        | 4,82 km  | Grzegorz Grzyb    | Škoda Fabia Rally2 evo | 2:46,4  | Tom Kristensson |
| 30 IX | OS3           | Dobka-Partecznik 2 | 10,30 km | Tom Kristensson   | Hyundai i20 R5         | 7:56,1  | Tom Kristensson |
| 30 IX | OS4           | Kubalonka 2        | 4,82 km  | Grzegorz Grzyb    | Škoda Fabia Rally2 evo | 2:52,4  | Tom Kristensson |
| 1 X   | OS5           | Laliki 1           | 18,30 km | Tom Kristensson   | Hyundai i20 R5         | 10:44,3 | Tom Kristensson |
| 1 X   | OS6           | Istebna 1          | 8,60 km  | Tom Kristensson   | Hyundai i20 R5         | 6:22,8  | Tom Kristensson |
| 1 X   | OS7           | Laliki 2           | 18,30 km | Tom Kristensson   | Hyundai i20 R5         | 10:47,3 | Tom Kristensson |
| 1 X   | OS8           | Istebna 2          | 8,60 km  | Tom Kristensson   | Hyundai i20 R5         | 6:20,5  | Tom Kristensson |
| 1 X   | OS9           | Laliki 3           | 18,30 km | Tom Kristensson   | Hyundai i20 R5         | 10:45,8 | Tom Kristensson |
| 1 X   | OS10          | Istebna 3          | 8,60 km  | Tom Kristensson   | Hyundai i20 R5         | 6:16,3  | Tom Kristensson |

### Power Stage – OS10[4]
| Miejsce | Kierowca            | Pilot             | Samochód                | Czas/Strata | Punkty |
| ------- | ------------------- | ----------------- | ----------------------- | ----------- | ------ |
| 1       | Tom Kristensson     | Andreas Johansson | Hyundai i20 R5          | 6:16,3      | 5      |
| 2       | Kacper Wróblewski   | Jakub Wróbel      | Škoda Fabia Rally2 evo  | +6,8        | 4      |
| 3       | Grzegorz Grzyb      | Adam Binięda      | Škoda Fabia Rally2 evo  | +7,5        | 3      |
| 4       | Łukasz Byśkiniewicz | Łukasz Siatkowski | Hyundai i20 R5          | +19,0       | 2      |
| 5       | Jacek Sobczak       | Michał Marczewski | Porsche 997 GT3 Cup 3.6 | +35,5       | 1      |

## Klasyfikacja generalna[5]
| Miejsce | Kierowca            | Pilot               | Samochód               | Czas      | Strata   | Grupa |
| ------- | ------------------- | ------------------- | ---------------------- | --------- | -------- | ----- |
| 1       | Tom Kristensson     | Andreas Johansson   | Hyundai i20 R5         | 1:12:28,9 | –        | 2     |
| 2       | Grzegorz Grzyb      | Adam Binięda        | Škoda Fabia Rally2 evo | 1:13:43,3 | +1:14,4  | 2     |
| 3       | Kacper Wróblewski   | Jakub Wróbel        | Škoda Fabia Rally2 evo | 1:14:44,5 | +2:15,6  | 2     |
| 4       | Zbigniew Gabryś     | Daniel Dymurski     | Škoda Fabia Rally2 evo | 1:16:07,0 | +3:38,1  | 2     |
| 5       | Łukasz Byśkiniewicz | Daniel Siatkowski   | Škoda Fabia Rally2 evo | 1:18:06,6 | +5:37,7  | 2     |
| 6       | Kamil Bolek         | Łukasz Jastrzębski  | Ford Fiesta Rally3     | 1:19:08,7 | +6:39,8  | 3     |
| 7       | Adam Sroka          | Patryk Kielar       | Peugeot 208 Rally4     | 1:21:14,5 | +8:45,6  | 4     |
| 8       | Petr Zedník         | Olga Zedníková      | Ford Fiesta Rally2     | 1:23:20,8 | +10:51,9 | 2     |
| 9       | Marcin Kowal        | Sebastian Lenkowski | Ford Fiesta Rally3     | 1:23:33,5 | +11:04,6 | 3     |
| 10      | Marek Nowak         | Adam Grzelka        | Opel Corsa Rally4      | 1:24:43,3 | +12:14,4 | 4     |

## Klasyfikacja mistrzostw Polski[6]
W klasyfikacji RSMP dodatkowe punkty przyznawane są za odcinek Power Stage.
| Miejsce | Kierowca            | Pilot               | Samochód                | Czas      | Strata   | Grupa | Punkty |
| ------- | ------------------- | ------------------- | ----------------------- | --------- | -------- | ----- | ------ |
| 1       | Tom Kristensson     | Andreas Johansson   | Hyundai i20 R5          | 1:12:28,9 | –        | 2     | 30+5   |
| 2       | Grzegorz Grzyb      | Adam Binięda        | Škoda Fabia Rally2 evo  | 1:13:43,3 | +1:14,4  | 2     | 24+3   |
| 3       | Kacper Wróblewski   | Jakub Wróbel        | Škoda Fabia Rally2 evo  | 1:14:44,5 | +2:15,6  | 2     | 21+4   |
| 4       | Zbigniew Gabryś     | Daniel Dymurski     | Škoda Fabia Rally2 evo  | 1:16:07,0 | +3:38,1  | 2     | 19     |
| 5       | Łukasz Byśkiniewicz | Daniel Siatkowski   | Škoda Fabia Rally2 evo  | 1:18:06,6 | +5:37,7  | 2     | 17+2   |
| 6       | Kamil Bolek         | Łukasz Jastrzębski  | Ford Fiesta Rally3      | 1:19:08,7 | +6:39,8  | 3     | 15     |
| 7       | Adam Sroka          | Patryk Kielar       | Peugeot 208 Rally4      | 1:21:14,5 | +8:45,6  | 4     | 13     |
| 8       | Marcin Kowal        | Sebastian Lenkowski | Ford Fiesta Rally3      | 1:23:33,5 | +11:04,6 | 3     | 11     |
| 9       | Marek Nowak         | Adam Grzelka        | Opel Corsa Rally4       | 1:24:43,3 | +12:14,4 | 4     | 9      |
| 10      | Jacek Sobczak       | Michał Marczewski   | Porsche 997 GT3 Cup 3.6 | 1:25:08,0 | +12:39,1 | NAT3  | 7+1    |
| 11      | Jakub Matulka       | Mateusz Martynek    | Ford Fiesta R200        | 1:26:14,3 | +13:45,4 | NAT4  | 5      |
| 12      | Artur Długosz       | Michał Majewski     | Peugeot 208 R2          | 1:27:09,0 | +14:40,1 | 4R2   | 4      |
| 13      | Balbina Gryczyńska  | Łukasz Gwiazda      | Ford Fiesta Rally4      | 1:27:10,4 | +14:41,5 | 4     | 3      |
| 14      | Rafał Kwiatkowski   | Jacek Zieliński     | Subaru Impreza STi R4   | 1:27:26,3 | +14:57,4 | NAT2  | 2      |
| 15      | Błażej Gazda        | Maciej Mikuliszyn   | Peugeot 208 Rally4      | 1:27:53,3 | +15:24,4 | 4     | 1      |

## Klasyfikacja kierowców RSMP 2022 po 7 rundach
Punkty otrzymuje 15 pierwszych zawodników, którzy ukończą rajd według klucza:
| Miejsce | 1  | 2  | 3  | 4  | 5  | 6  | 7  | 8  | 9 | 10 | 11 | 12 | 13 | 14 | 15 |
| Punkty  | 30 | 24 | 21 | 19 | 17 | 15 | 13 | 11 | 9 | 7  | 5  | 4  | 3  | 2  | 1  |

Dodatkowe punkty zawodnicy zdobywają za ostatni odcinek specjalny zwany Power Stage, punktowany: za zwycięstwo – 5, drugie miejsce – 4, trzecie – 3, czwarte – 2 i piąte – 1 punkt.
| Miejsce | 1 | 2 | 3 | 4 | 5 |
| Punkty  | 5 | 4 | 3 | 2 | 1 |

W tabeli uwzględniono miejsce, które zajął zawodnik w poszczególnym rajdzie, a w indeksie górnym umieszczono miejsce zajęte na ostatnim, dodatkowo punktowanym odcinku specjalnym tzw. Power Stage.
| Poz. | Kierowca            | Świdnicki | Podlaski | Polski | Żmudzi | Rzeszowski | Śląska | Wisły | Koszyc | Suma punktów |
| ---- | ------------------- | --------- | -------- | ------ | ------ | ---------- | ------ | ----- | ------ | ------------ |
| 1    | Tom Kristensson     | 3         | 1        | 21     | 1      | 74         | 23     | 1     |        | 200          |
| 2    | Grzegorz Grzyb      | 2         | 5        | 3      | 35     | 13         | 1      | 23    |        | 186          |
| 3    | Kacper Wróblewski   | 1         | 23       |        | 53     | 31         | 32     | 32    |        | 158          |
| 4    | Zbigniew Gabryś     | 5         | 6        | NU     | 7      | 6          | 4      | 4     |        | 98           |
| 5    | Maciej Lubiak       | 6         | 34       | 5      | 6      | NU         |        |       |        | 71           |
| 6    | Łukasz Byśkiniewicz | 7         | 8        | NU     | 8      | 5          | NU     | 54    |        | 71           |
| 7    | Sylwester Płachytka | 84        | NU       |        | 2      | 2          | NU     |       |        | 69           |
| 8    | Kamil Bolek         | 12        | 9        | 11     | 9      | 10         | 7      | 6     |        | 62           |
| 9    | Jacek Sobczak       | 9         | 14       |        |        | 8          | 5      | 105   |        | 47           |
| 10   | Adam Sroka          | 10        | NU       | 7      | 12     | 16         | 10     | 7     |        | 44           |
| 11   | Jarosław Szeja      | 45        | NU       |        |        | 45         | NU     | NU    |        | 40           |
| 12   | Adrian Chwietczuk   |           |          | 4      | 42     |            |        |       |        | 40           |
| 13   | Mikołaj Marczyk     |           |          | 12     |        |            |        |       |        | 34           |
| 14   | Krzysztof Bubik     |           | 42       |        |        |            |        |       |        | 23           |
| 15   | Michał Tochowicz    | NU        |          | 8      |        | NU         | 85     | 19    |        | 23           |
| 16   | Rafał Kwiatkowski   | 11        |          | 14     | 11     | 17         | 9      | 14    |        | 23           |
| 17   | Piotr Parys         |           |          |        |        | 11         | 64     |       |        | 22           |
| 18   | Marcin Kowal        | 21        | NU       | 13     | 13     | 15         | 20     | 8     |        | 18           |
| 19   | Daniel Chwist       |           |          | 64     |        |            |        |       |        | 17           |
| 20   | Błażej Gazda        | 14        | NU       | 10     |        | 13         | 12     | 15    |        | 17           |
| 21   | Marek Nowak         | 13        |          | NU     | 14     | NU         | 14     | 9     |        | 16           |
| 22   | Radosław Typa       |           | 75       | NU     |        |            |        |       |        | 14           |
| 23   | Gracjan Predko      | NU        | 11       | 9      |        | NU         |        |       |        | 14           |
| 24   | Marek Roefler       | 42        | 10       |        | 10     | 27         |        | NU    |        | 14           |
| 25   | Grzegorz Bonder     | 18        | 12       |        | 15     | 12         | 13     | 30    |        | 12           |
| 26   | Dariusz Poloński    | 16        |          |        |        | 9          | NU     | NU    |        | 9            |
| 27   | Artur Równiatka     | 15        |          |        |        | 14         | 11     |       |        | 8            |
| 28   | Tomasz Ociepa       | 26        | 13       | 12     |        | 19         | 21     | 22    |        | 7            |
| 29   | Jakub Matulka       |           |          |        |        | NU         | NU     | 11    |        | 5            |
| 30   | Artur Długosz       |           |          |        | 18     | 22         | NU     | 12    |        | 4            |
| 31   | Balbina Gryczyńska  |           |          |        | 21     | 18         | 26     | 13    |        | 3            |
| 32   | Paweł Grzywacz      | 27        |          | 15     | 17     | 25         |        |       |        | 1            |
| 33   | Sebastian Teter     |           | 15       |        |        |            |        |       |        | 1            |
| 34   | Dawid Smółka        |           |          |        |        |            | 15     | 24    |        | 1            |
| Poz. | Kierowca            | Świdnicki | Podlaski | Polski | Żmudzi | Rzeszowski | Śląska | Wisły | Koszyc | Suma punktów |